# Монтичело-Мондонико (Леко)
Монтичело-Мондонико је насеље у Италији у округу Леко, региону Ломбардија.
Према процени из 2011. у насељу је живело 879 становника. Насеље се налази на надморској висини од 322 м.